# Sidi Ahmad Arlat
Sidi Ahmad Arlat fou un amir i príncep de Xaki, de la tribu i dinastia Arlat, fill i successor de Sidi Ali Arlat probablement el 1398.
El fill del difunt Sidi Ali Arlat, el príncep Sidi Ahmad Arlat, temia que l'actitud del seu pare, aliat dels georgians, dels jalayírides i dels assetjats a la fortalesa d'Alinjak, comportés represàlies de Tamerlà sobre ell mateix i per això va pensar en posar-se sota protecció de Xaikh Ibrahim de Shirwan, que poseia moltes terres a Shaki.
Sidi Ahmad va anar a Xirwan ja que Ibrahim gaudia de l'amistat de Tamerlà, al que sempre fou extraordinàriament lleial. El shirwanshah Ibrahim va intercedir davant de Tamerlà per Sidi Ahmad, que fou ben acollit i perdonat per l'emperador i confirmat com a príncep de Xaki, en qualitat de governador (wali) i amb comandament sobre les tribus de la zona (1399). En agraïment, Ibrahim va oferir un banquet magnífic. Posteriorment Ibrahim i Ahmed van actuar coordinats. Poc temps després de la mort de Tamerlà (1405) Shaki va donar suport al turcman Bistam Jagir, i fou aliat en la coalició entre Xirvan, Xaki i Geòrgia que fou derrotada en la batalla de Chalagan (1412). Posteriorment Xaki va caure sota control dels Kara Koyunlu.
No consta la data de la mort.